# Banco de la Reserva Federal de Atlanta
El Banco de la Reserva Federal de Atlanta es responsable del 6.º Distrito Financiero del Sistema de Reserva Federal de los Estados Unidos, el cual cubre los estados de Alabama, Florida, Georgia, y partes de Luisiana, Misisipi y Tennessee. El banco está ubicado en Atlanta, y tiene oficinas auxiliares en Birmingham, Jacksonville, Miami, Nashville y Nueva Orleans.
El banco se encuentra en 1000 Peachtree Street, NE. Antes de 2001, estaba ubicado en 104 Marietta Street NW, en Atlanta.